# Casque F2

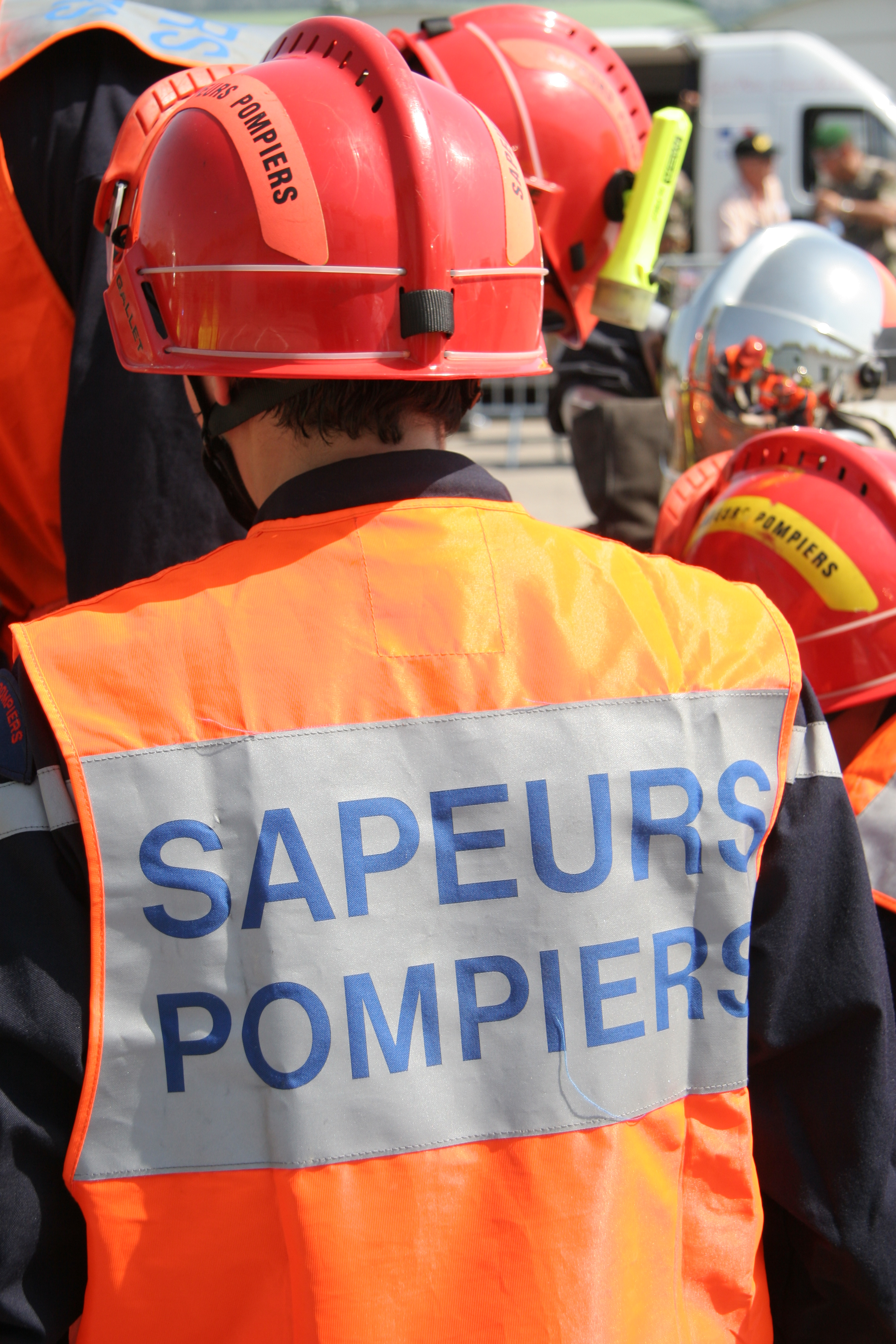
Pompier équipé d’un casque F2

Le casque F2 est un casque utilisé par les sapeurs-pompiers français et les associations de secourisme agréée de sécurité civile telles que la Croix-rouge française, la Protection civile ou l'Ordre de Malte France. Il s'adapte aux applications telles que les feux de forêts, accidents de la circulation, sauvetages en milieux périlleux, catastrophes naturelles, etc.

## Feux de forêts
Il dispose de tous les avantages d'un casque créé à l'origine pour lutter contre les feux de forêts et est doté d'un système de ventilation, de lunettes de protection et de bandes rétro-réfléchissantes. De plus, il est plus léger que le casque F1, ce qui apporte un confort supplémentaire pour les sapeurs-pompiers.

## Accidents de la circulation
Regroupant protection et ergonomie, le casque F2 peut répondre à toutes les fonctions nécessaires aux opérations de secourisme. Sans nécessairement disposer de lunettes, il correspond parfaitement aux multiples situations d'interventions de secours sur les routes.

## Sauvetages en milieux périlleux et catastrophes naturelles
Grâce à son système de ventilation et à sa jugulaire spécifique 3 points, il peut intervenir dans les opérations de secours en milieux périlleux.